# Michail Michailowitsch Jermolajew
Michail Michailowitsch Jermolajew (russisch Михаил Михайлович Ермолаев; * 16. Novemberjul. / 29. November 1905greg. in St. Petersburg; † 24. November 1991 ebenda) war ein sowjetischer Geologe, Polarforscher und Hochschullehrer.

## Leben
Jermolajew, Sohn eines adligen Militäringenieurs († 1919), schloss sich 1920 im Russischen Bürgerkrieg der von Rudolf Samoilowitsch geleiteten wissenschaftlich-gewerblichen Nordexpedition an, aus der später das Arktische und Antarktische Forschungsinstitut hervorging. 1923 begann Jermolajew das Studium am Petrograder Polytechnischen Institut in der Elektromechanik-Fakultät. 1926 wechselte  er an die Universität Leningrad, wo er sich zu einem vielseitigen Geologen entwickelte und von Wladimir Wernadski, Alexander Karpinski und Nikolai Subow sehr geschätzt wurde (Abschluss 1930).
Als 1928 Nikolai Pinegin eine geophysikalische Basisstation auf der Großen Ljachow-Insel aufbaute, gehörte Jermolajew mit dem Hydrologen K. D. Tiran und dem Geographen und Biologen A. N. Smessow zum ersten Kommando auf dieser Station. Die Versorgung war schwierig, weil die Versorgungsschiffe wegen widriger Wetter- und Eisverhältnisse nicht zur Insel kamen, worauf Pinegin selbst mit wenigen Begleitern über das Eis marschierte und Vorräte holte.
Als einer der Ersten untersuchte Jermolajew die Geologie der Küste, des Schelfs und der Tiefe des Arktischen Ozeans. Er führte das Thermokarst-Konzept in die Geokryologie ein und untersuchte als Erster genauer die Gletscher in der Arktis.
Während des 2. Internationalen Polarjahrs 1932–1933 leitete Jermolajew die Polarstation Russkaja Gawan an der Küste der Bucht Russkaja Gawan der Sewerny-Insel Nowaja Semljas. Seismologische Messungen zur Bestimmung der Dicke des Eises und andere Untersuchungen wurden durchgeführt. Jermolajew half hungernden Jägern Nowaja Semljas und rettete das Leben eines deutschen Wissenschaftlers seiner Gruppe, wofür er den Orden des Roten Banners der Arbeit erhielt. Mit den Geschehnissen auf der Station Russkaja Gawan gestaltete der Regisseur Sergei Gerassimow 1936 mit Jermolajew als Berater den Film Die sieben Kühnen (Семеро смелых).
Jermolajew lehrte seit 1934 als Assistent an der Universität Leningrad. 1937 verteidigte er mit Erfolg seine Dissertation für die Promotion zum Kandidaten der geologisch-mineralogischen Wissenschaften, worauf er zum Dozenten am Lehrstuhl für Polarländer und Leiter des Kabinetts der Polarländer ernannt wurde.

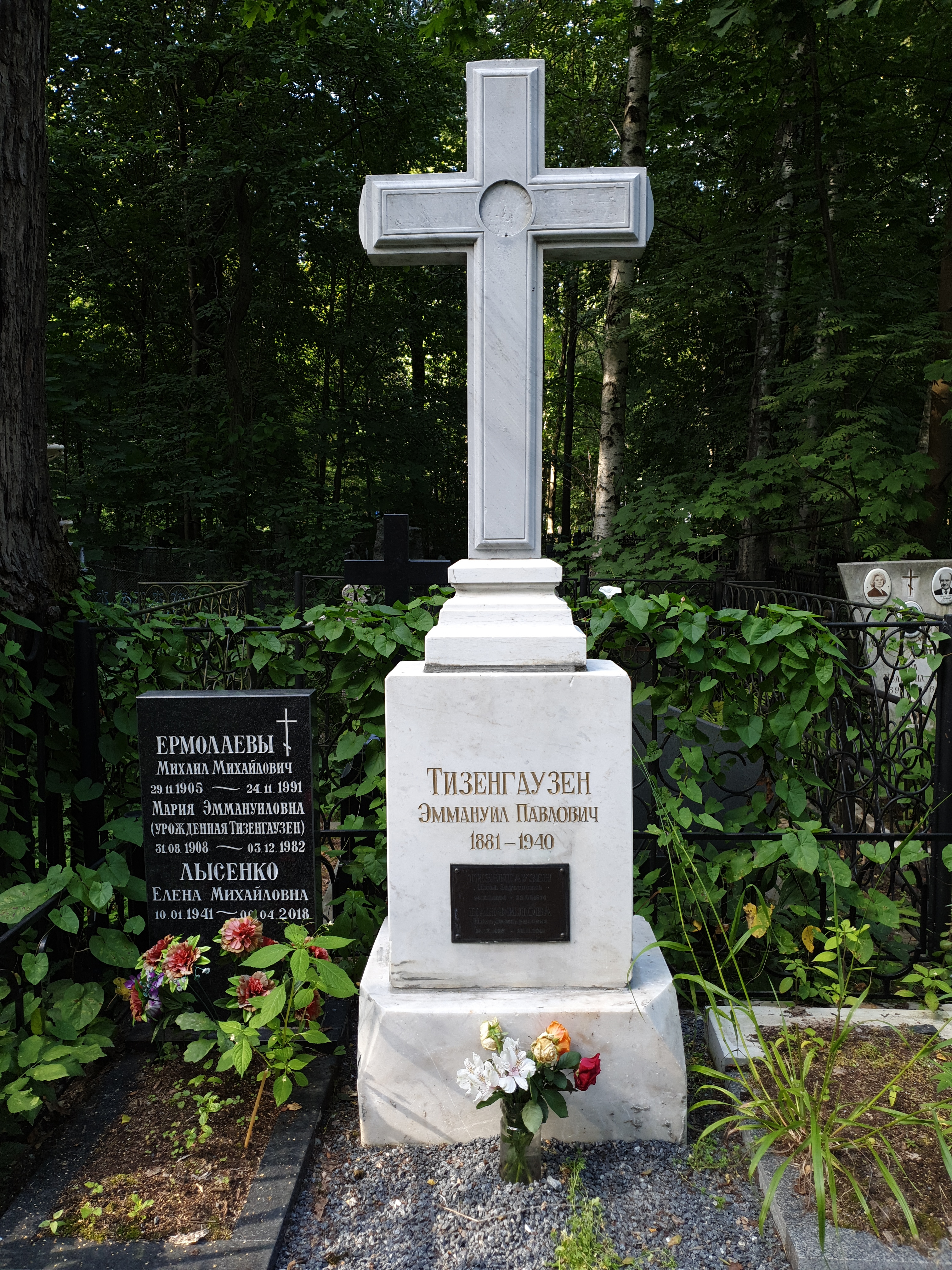
Jermolajews Grabstätte

Während des Großen Terrors wurde Jermolajew 1938 verhaftet, und sein Manuskript über die Vergletscherung Nowaja Semljas wurde bei der Durchsuchung zerstört. Nach einem Jahr wurde er wieder freigelassen, aber 1940 erneut verhaftet und zu 12 Jahren Lagerhaft verurteilt. Während seiner Zeit in den nördlichen Lagern arbeitete er beim Bau der Workuta-Eisenbahn mit und schlug eine neue Methode zur Verlegung von Gleisen unter Permafrost-Bedingungen vor. Einen Monat nach Stalins Tod wurde Jermolajew aufgrund einer Amnestie am 7. April 1953 freigelassen. Die vollständige  Rehabilitierung erfolgte am 5. Januar 1955.
Bei den von 1963 bis 1972 vom Leningrader Fernsehen durchgeführten SK-Turnieren, bei denen jeweils zwei Mannschaften älterer Schüler (SK) gegeneinander diskutierten, war Jermolajew der ständige Vorsitzende des Gerechtigkeitskollegiums.
Jermolajew lehrte ab 1959 wieder  an der Universität Leningrad in der Geographie-Fakultät am Lehrstuhl für Physische Geographie zunächst als Dozent und dann als Professor. 1963 verteidigte er mit Erfolg seine 1938 erstellte Doktor-Dissertation über die Vergletscherung Nowaja Semljas für die Promotion zum Doktor der geologisch-mineralogischen Wissenschaften.
Jermolajew gründete 1971 an der Universität Kaliningrad in der Geographie-Fakultät den Lehrstuhl für Ozeangeographie, den er bis 1983 leitete. 1972–1975 war er auch Prorektor für die wissenschaftliche Arbeit der Universität Kaliningrad. Darauf kehrte er nach Leningrad zurück. Weiterhin veröffentlichte er wissenschaftliche Fachaufsätze.
Jermolajew war seit 1931 mit Marija Emmanuilowna geborene Tiesenhausen (1908–1982, Tochter des Polarforschers Emanuel von Tiesenhausen) verheiratet und hatte eine Tochter Jelena Michailowna Tiesenhausen (verheiratete Lyssenko, 1941–2018).
Jermolajew starb am 24. November 1991 in St. Petersburg und wurde auf dem Serafimowskoje-Friedhof an der Birkenallee neben seiner Frau Marija Emmanuilowna neben dem Grab ihres Vaters Emanuel von Tiesenhausen begraben. Dort ruht auch die Tochter Jelena.
Jermolajews Namen tragen ein Kap, eine Insel, eine Cala und ein Berg des Archipels Nowaja Semlja.

## Ehrungen, Preise
- Orden des Roten Banners der Arbeit[4]
- Ehrenzeichen der Sowjetunion (1975)[4]
- Pjotr-Petrowitsch-Semjonow-Tjan-Schanski-Goldmedaille der Geographischen Gesellschaft der UdSSR (1976)[10]
- Goldmedaille der Geographischen Gesellschaft der UdSSR für das Lehrbuch der Physischen Geographie